# Comuna Ruda, Skvîra
Ruda (în ucraineană Руда) este o comună în raionul Skvîra, regiunea Kiev, Ucraina, formată din satele Ruda (reședința) și Vladîslavka.

## Demografie
Componența lingvistică a comunei Ruda
     Ucraineană (95,86%)
     Rusă (3,56%)
     Alte limbi (0,58%)
Conform recensământului din 2001, majoritatea populației comunei Ruda era vorbitoare de ucraineană (95,86%), existând în minoritate și vorbitori de rusă (3,56%).